# Lasioglossum insigne
Lasioglossum insigne är en biart som först beskrevs av Meyer 1920.  Lasioglossum insigne ingår i släktet smalbin, och familjen vägbin. Inga underarter finns listade i Catalogue of Life.